# IC 1069
IC 1069 је лентикуларна галаксија у сазвјежђу Волар која се налази на листи објеката дубоког неба у Индекс каталогу.
Деклинација објекта је + 54° 24' 42" а ректасцензија 14h 50m 46,4s. Привидна величина (магнитуда) објекта IC 1069 износи 14,1 а фотографска магнитуда 15,1. IC 1069 је још познат и под ознакама UGC 9563, MCG 9-24-44, CGCG 273-29, NPM1G +54.0186, PGC 53000.